# Mark Tuan
Mark Tuan (hangul: 마크투안) o Duan Yi-En (chino: 段宜恩, Los Ángeles, 4 de septiembre de 1993) es un rapero, cantante, bailarín y modelo estadounidense-taiwanés. Es miembro de la boyband surcoreana GOT7.

## Biografía
Mark Tuan nació el 4 de septiembre de 1993 en Los Ángeles, California, Estados Unidos, es descendiente taiwanés. Durante su infancia vivió un corto tiempo en Brasil y Paraguay, dónde su hermano menor nació. Estudió en el Arcade Middle School en donde un reclutador de JYP Entertainment lo encontró. Mark dijo que no se encontraba interesado en la industria del K-Pop pero aun así decidió audicionar.  
En 2010, audicionó para JYP Entertainment con la canción de Eminem "When I'm Gone". En agosto del mismo año se mudó a Corea del Sur para ser entrenado. Su tiempo de aquí entrenamiento fue de tres años y medio antes de debutar oficialmente el 15 de enero de 2014 en Got7. Es el rapero principal, bailarín y visual del grupo.

## Vida personal
Puede hablar inglés y mandarín, así como coreano, japonés y español muy básico.
En diciembre de 2018, sufrió una lesión en la pierna y debido a eso no pudo presentarse en el JYP Nation o en horarios posteriores, incluida la reunión de admiradores del quinto aniversario de Got7, por lo que se quedó sentado durante la mayor parte del concierto.
Tuan ha hecho donaciones a la caridad a través de sus trabajos como con su colaboración en una línea de ropa y su sencillo, "从未对你说过".